# Murzynowo Kościelne
Murzynowo Kościelne – wieś w Polsce położona w województwie wielkopolskim, w powiecie średzkim, w gminie Dominowo.
Wieś królewska starostwa średzkiego, pod koniec XVI wieku leżała w powiecie pyzdrskim województwa kaliskiego.

## Rys historyczny
To jedna z kilku wsi tej nazwy w powiecie średzkim, znajdujących się na terenie dawnego zaboru pruskiego. Najbardziej istotną informacją jest lokacja Murzynowa Kościelnego w roku 1231 – pierwsza wiejska lokacja na prawie niemieckim w Wielkopolsce. Etymologia nazwy wsi powiązana jest z wieloma wersjami, wśród których dominują synonimicznie brzmiące słowa. Wszystkie one koncentrują się wokół określenia Mórka – historycznego jeziora, nad brzegiem którego założona została wieś. Najdłuższym czasowo okresem uzależnienia własności Murzynowa był czas królewszczyzny a w tym wypadku przynależności Murzynowa do starostwa średzkiego. W tym jakże długim czasie trwającym kilka wieków murzynowska parafia utraciła samodzielność po włączeniu jej pod zwierzchność kolegiaty w Środzie Wielkopolskiej. Nie bez znaczenia pozostają najazdy Krzyżaków, Szwedów oraz liczne pożary, w tym ten z 1739 roku, który strawił całą wieś.
Przełom nastąpił w 1807 roku, kiedy to dawna królewszczyzna nadana została decyzją Napoleona I generałowi Janowi Henrykowi Dąbrowskiemu. W latach 1807–1866 kształtowały się istotne powiązania gospodarcze Murzynowa z Winną Górą, Źrenicą i Sabaszczewem. Badany okres to zaprowadzenie dużych zmian przestrzennych w postaci procesów uwłaszczeniowych (mapa uwłaszczeniowa datowana na rok 1826/7 oraz następujące po sobie recesy regulacyjno-separacyjne) oraz czas kilkudziesięcioletnich starań parafian o utrzymanie lokalnego księdza, zakończonych budową plebanii w roku 1864. Dwa lata później nastąpił istotny zwrot we własności tych ziem. Wskutek sprzedaży nowym dziedzicem stał się Niemiec Alfons von Materne. Lata 1868-1939 to w dużej mierze opowieść właścicieli Murzynowa – rodziny Ozdowskich i Jachimowiczów. To czas wielkich zmian, rozwoju wsi, budowy dworu (około 1870 roku), rozbudowy kościoła (rok 1900) i szkoły (dwudziestolecie międzywojenne) oraz wielu innych obiektów. To czas walki o odzyskanie niepodległości, krzewienia polskości, walki o ziemię i język (strajk szkolny w roku 1906). Rok 1923 to zniesienie murzynowskiej filii kościoła kolegiackiego w Środzie Wlkp. i przywrócenie miana parafii. Dotkliwy okres II wojny światowej to czas grabieży, przesiedleń. Zafałszowany wizerunek ładu społecznego, szarganie ziemiańskimi i chrześcijańskimi wartościami, przy pojawiającej się coraz częściej obcej wiejskiej tradycji zabudowie – to wnioski wynikające z lat 1945-1989.
W latach 1954–1959 wieś należała i była siedzibą władz gromady Murzynowo Kościelne, po jej zniesieniu w gromadzie Dominowo. 

## Rozplanowanie wsi, rozwój układu ruralistycznego i rozłogu
Wieś owalnicowa zlokalizowana została po północnej stronie doliny rzeki Wielkiej (dawniej także jeziora), pośród okalającego ją strumienia Janikówka. Ukształtowanie terenu jest niemal płaskie z niewielkim wyniesieniem, na którym zlokalizowany kościół. Jest on punktem centralnym, na osi którego wyznaczono główne drogi, prowadzące obecnie niemal we wszystkich kierunkach. W skład pierwotnej owalnicy wchodzą 2 zespoły budowlane (dworski i sakralny) oraz zabudowa mieszkalna z funkcjami towarzyszącymi. Na przestrzeni wieków układ ten prawdopodobnie nie ulegał większym zmianom. Głównym kierunkiem rozwoju miejscowości jest ten z czasów uwłaszczenia tj. kierunek północny, co jest zauważalne w analizie rozłogu wsi.
Pierwotnie ziemie należące do majątku oraz kościoła zajmowały ponad połowę współczesnego obszaru wsi, stanowiąc olbrzymie przestrzenie mocno kontrastujące z wydzielonymi podczas uwłaszczenia gruntami chłopskimi. W międzyczasie ziemie kościelne przeszły na własność dziedzica wsi, choć tradycja miejsca w nazwie probostwo jest nadal żywa. Po II wojnie światowej grunty te w większości rozparcelowano. Pojawiająca się zabudowa nie zdołała jednak zatrzeć historycznego rozłogu pól. Nadal trwałe są granice pomiędzy trzema formami własności, tj. granica pomiędzy ziemiami majątku i gruntami chłopskimi (dawniej ciek) raz między tymi ostatnimi a gruntami probostwa (strumień Janikówka). Niewielkim zmianom uległa struktura niw siedliskowych od czasów uwłaszczenia. Poza działkami stanowiącymi zwartą pierzeję zachodniej strony owalnicy, można dostrzec działki o wyróżniającej się formie. Średnio są one szerokie na 35 m i długie a 145 m. Stosunek szerokości do długości (głębokości) wynosi więc 1:4. W pozostałych częściach wsi zagrody sytuowano na działkach z okresu uwłaszczenia, albo z powojennej parcelacji. Dodatkowo ulegały one podziałom na mniejsze.

## Zespoły zabudowy

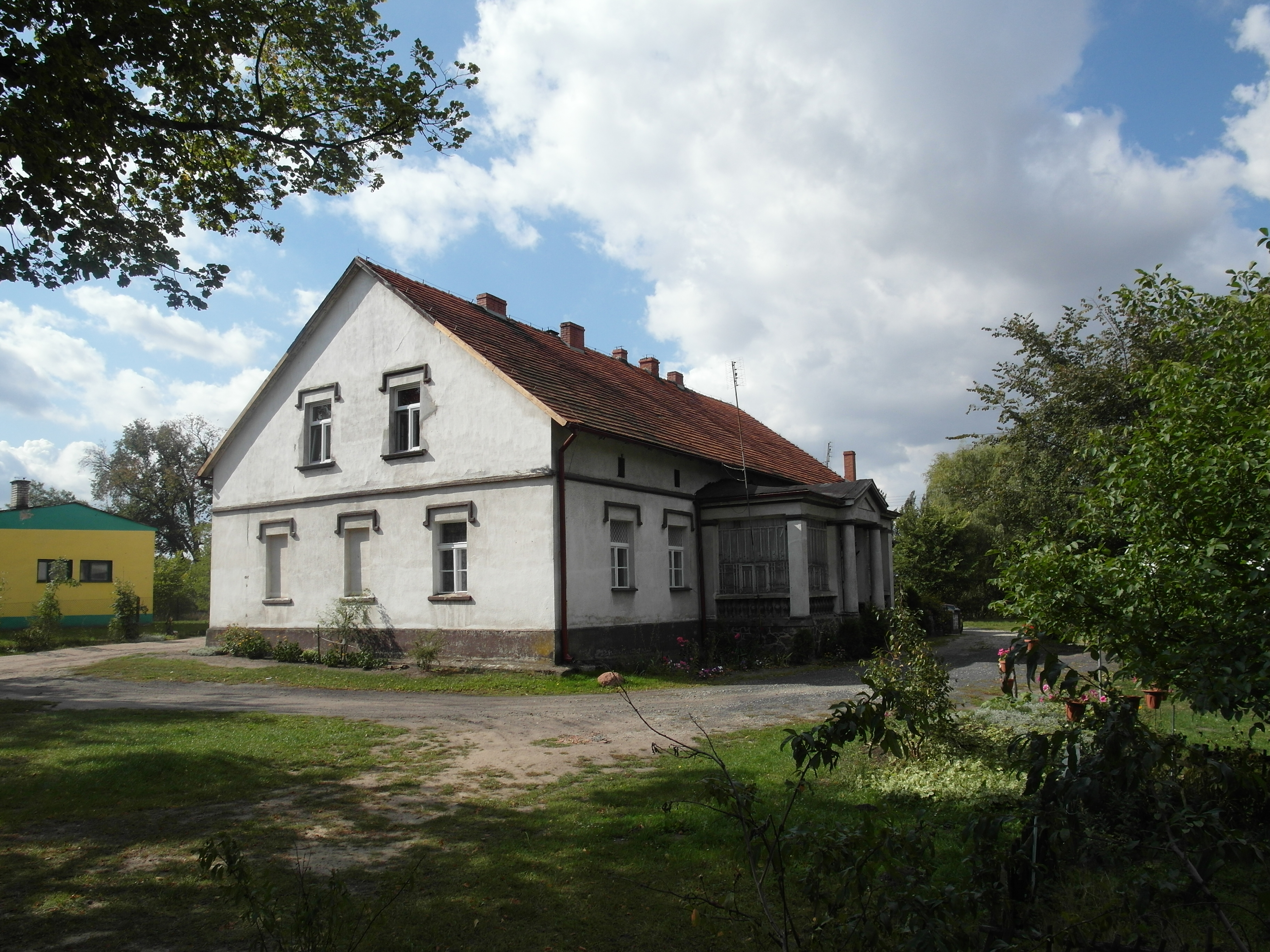
Dwór rodziny Ozdowskich

### Zespół dworski
Po południowej stronie nawsia zlokalizowany jest zespół dworski. Złożony jest on z kilku zasadniczych części, tj.: folwarku, dworu z parkiem, świetlicy wiejskiej (dawniej budynek oberży) i bloków mieszkalnych (dawniej czworaków). Do gminnej ewidencji zabytków wpisano: oborę, owczarnię, magazyn, piwniczki oraz dwór wraz z parkiem. Ten ostatni decyzją WKZ został wpisany do rejestru zabytków pod nr 1755/A w dniu 5 maja 1977 roku. Dominantą całego zespołu są zabudowania folwarku. Po jego północnej stronie zlokalizowany jest, dziś zdewastowany XIX-wieczny park krajobrazowy. Dalej na północ znajduje się świetlica wiejska, która niegdyś była karczmą przynależną do majątku ziemskiego. Północno-zachodni fragment zespołu stanowią obecnie 2 bloki mieszkalne wraz z budynkami gospodarczymi. Jeszcze w roku 1960 stały w tym miejscu dwa czworaki.

### Zespół sakralny

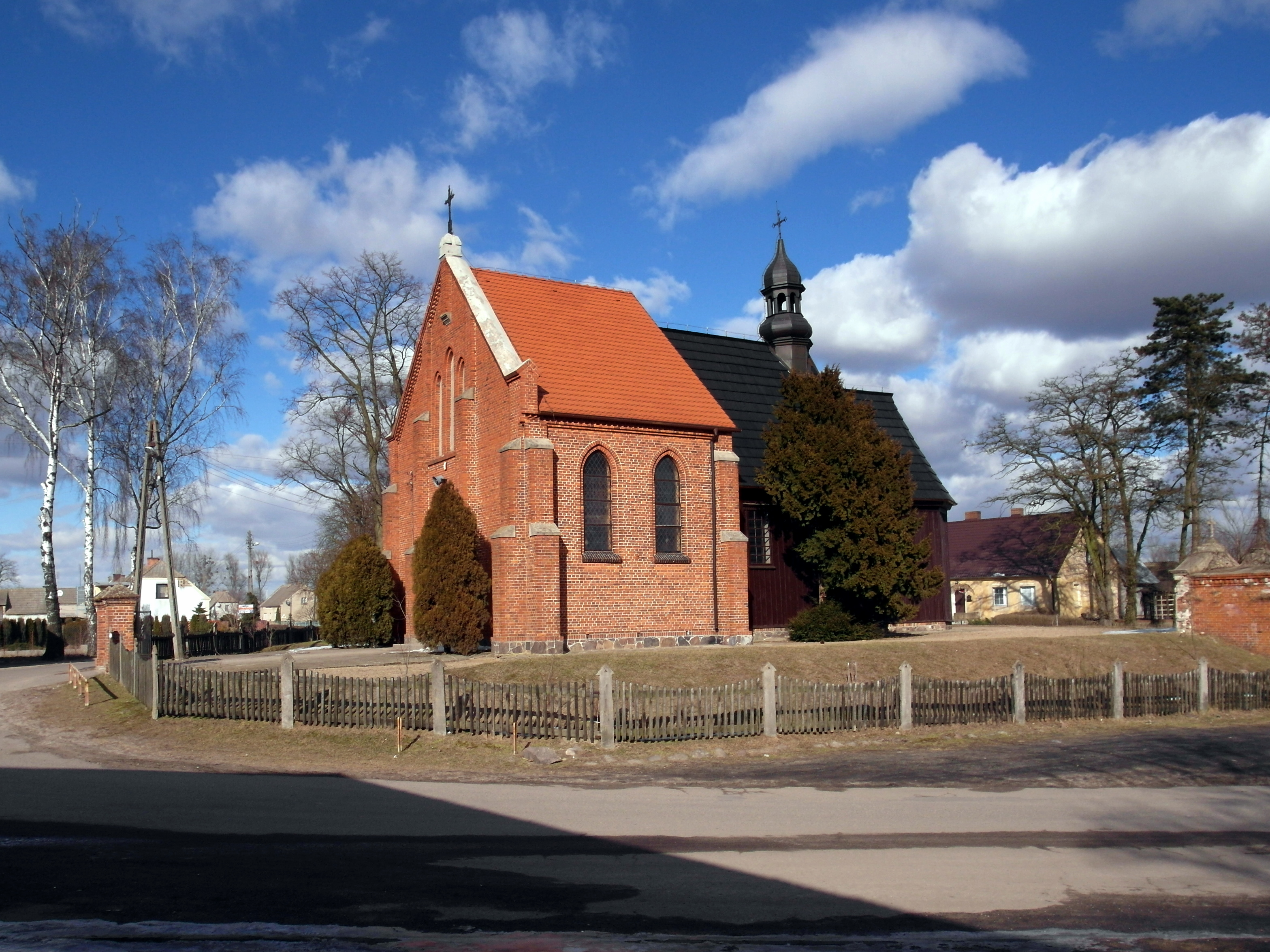
Kościół pw. św. Jana Chrzciciela

Według ewidencji zabytków zespół sakralny obejmuje następujące obiekty: kościół, dzwonnicę, grobowce Ozdowskich i Jachimowiczów, kaplicę przedpogrzebową, plebanię i organistówkę. W układzie przestrzennym możemy zaś wyróżnić folwark plebański, kościół wraz z otoczeniem i budynek organistówki. Folwark plebański uległ zniszczeniu w wyniku pożaru w roku 1832. Pierwotnych zabudowań już nie odbudowano, a ziemie kościelne przekazano dziedzicowi wsi w wieczystą dzierżawę w roku 1838. Obecnie folwark plebański stanowią: mała obórka z roku 1864, stodoła przejazdowa z roku 1882 (obiekt nieistniejący), dawna owczarnia (adaptacja na salkę parafialną) oraz plebania (z roku 1864) z parkiem. W południowo-zachodnim krańcu parku w roku 1983 wybudowano kaplicę przedpogrzebową. Kościół pochodzi z roku 1742. W roku 1900 od strony zachodniej dobudowano murowaną nawę. Na terenie przykościelnym znajdują się: drewniana dzwonnica prawdopodobnie z roku 1841, grobowiec rodziny Golskich z ok. 1870 roku, grobowce rodziny Jachimowiczów i Ozdowskich z roku 1910 oraz murowana kapliczka, być może z okresu rozbudowy kościoła. Cały teren otacza drewniane ogrodzenie z bramą wejściową na osi kościoła. Teren przykościelny pozbawiony jest starszego drzewostanu.

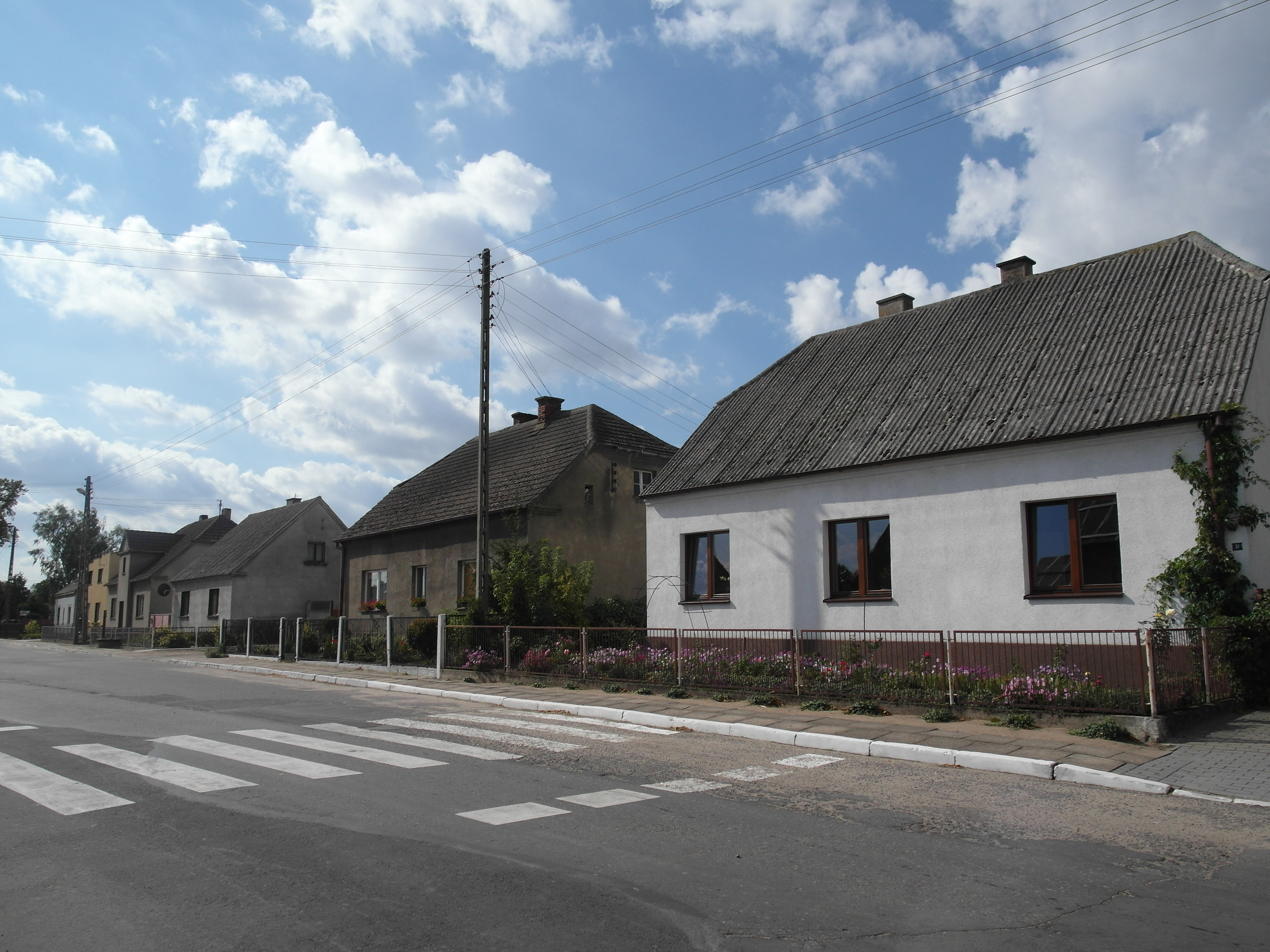
Zabudowa jednorodzinna wokół nawsia

### Zespół zabudowy mieszkalno-gospodarczej
Historyczną owalnicą otacza tradycyjna zabudowa mieszkalna Murzynowa. Prawdopodobnie część domów została wzniesiona na fundamentach (lub też opiera się
na ścianach) budynków sprzed II wojny światowej. Kilka budynków o podobnym charakterze znajduje się w północnej części wsi. Są to domy parterowe z dachem dwuspadowym lub naczółkowym z niewielkim detalem w postaci gzymsów czy opasek wokół okien. Na skutek powojennych modernizacji zniknęły dawne ganki od strony drogi. Zastąpiono je, podobnie jak większość okien, oknami panoramicznymi. Drugą grupę stanowi zabudowa mieszkalna powstała po II wojnie światowej, do lat 60. Są to domy bardzo zbliżone do najstarszych budynków. W kolejnych latach nastąpiła moda na budowę domów wielkokubaturowych, często 2-kondygnacyjnych, z zastosowaniem stropodachu. Do dziś stanowi ona przykład zerwania z tradycją miejsca. Podobny wniosek odnosi się do współczesnej, nie tylko murzynowskiej zabudowy mieszkalnej. Charakteryzuje się ona zastosowaniem kolumn i portyków (zaburzone proporcje), wielokrotnie łamanych dachów oraz z reguły wielką kubaturą. Tradycyjnie do zagrody należały także budynki gospodarcze. Obecnie najcenniejszymi są drewniane stodoły, które poprzez swoją kubaturę dominują w krajobrazie. Duża część pozostałych budynków gospodarczych uległa modernizacji i dostosowaniu do obecnie prowadzonej gospodarki rolnej.

## Krajobraz
Krajobraz Murzynowa nie opiera się na dominantach architektonicznych (choć pretenduje do tego miana bryła kościoła). Dostrzec można dominację zieleni w postaci szpaleru topoli włoskich zlokalizowanego wzdłuż zachodniej granicy parku dworskiego. Rozległe pola uprawne są przedpolem widokowym dla historycznej owalnicy. Podobną funkcję spełniają kompleksy łąkowe wchodzące w skład doliny Wielkiej. Ważne są nie tylko poszczególne panoramy wsi ale też wjazdy, które są wizytówką wsi. Sekwencje kolejnych widoków świadczą o atrakcyjności krajobrazu. Największy wpływ na charakter odbioru krajobrazu, poprzez kształtowanie jego wizerunku, posiadają rolnicy.

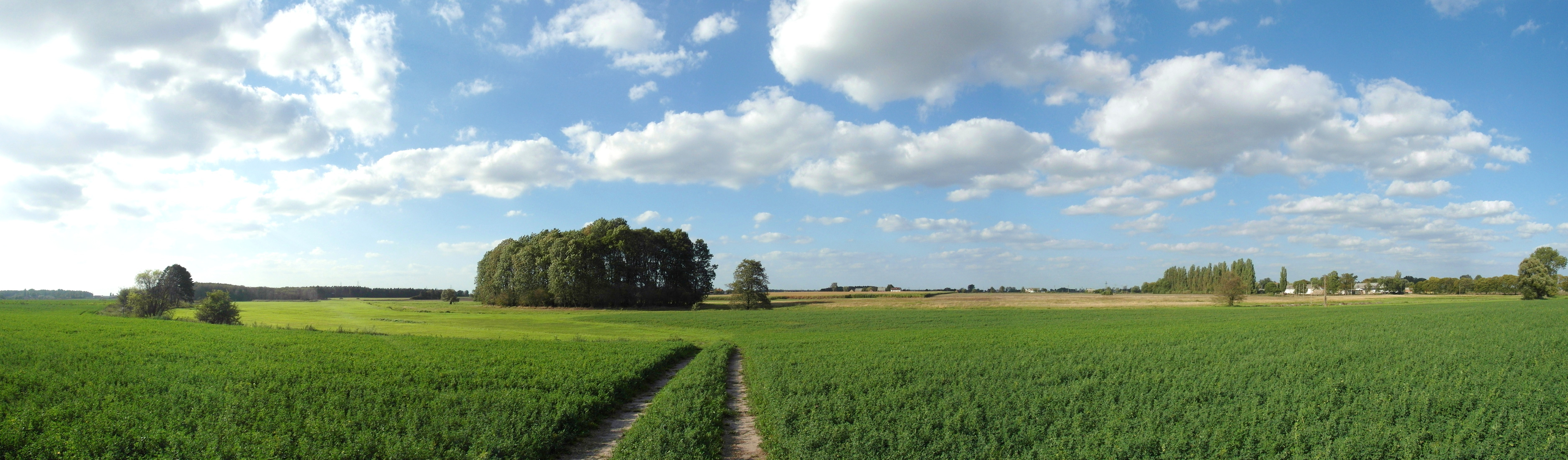
Krajobraz doliny rzeki Wielkiej (pot. Bardzianki) w Murzynowie Kościelnym